# Vrelo Koreničko
Vrelo Koreničko falu Horvátországban Lika-Zengg megyében. Közigazgatásilag Plitvička Jezerához tartozik.

## Fekvése
Otocsántól légvonalban 36 km-re, közúton 43 km-re délkeletre, községközpontjától Korenicától 4 km-re északnyugatra 52-es számú főút mentén fekszik.

## Története
A település a Korenica-medence a Plitvicei-tavakat tápláló legjelentősebb forrásáról kapta a nevét. A vreloi forrás patakja és a Drakulica-patak együttesen alakítja ki a Korenica, vagy népszerűbb nevén a Matica-patakot, amely a Plješivica alatt ömlik a Pilitvicei-tavak legfelső tavába, a 639 méteres tengerszinti magasságban fekvő Prosćansko-tóba.
A falu lakói legnagyobbrészt a 17. században a török által elfoglalt területekről betelepített pravoszláv vallású vlachok leszármazottai, akik 1800 után szerbeknek nyilatkoztatták ki magukat. A falunak 1857-ben 1783, 1910-ben 496 lakosa volt. A trianoni békeszerződésig Lika-Korbava vármegye Korenicai járásához tartozott. Ezt követően előbb a Szerb-Horvát-Szlovén Királyság, majd Jugoszlávia része lett. 1941 októberében egy partizánakció megtorlásaként az olasz megszállók a falut felégették. 1991-ben a független Horvátország része lett, de szerb lakossága még az évben Krajinai Szerb Köztársasághoz csatlakozott. A horvát hadsereg 1995. augusztus 6-án a Vihar hadművelet keretében foglalta vissza a község területét, melynek szerb lakói nagyrészt elmenekültek. A falunak 2011-ben 122 lakosa volt.

## Lakosság
| Lakosság változása | Lakosság változása | Lakosság változása | Lakosság változása | Lakosság változása | Lakosság változása | Lakosság változása | Lakosság változása | Lakosság változása | Lakosság változása | Lakosság változása | Lakosság változása | Lakosság változása | Lakosság változása | Lakosság változása | Lakosság változása |
| ------------------ | ------------------ | ------------------ | ------------------ | ------------------ | ------------------ | ------------------ | ------------------ | ------------------ | ------------------ | ------------------ | ------------------ | ------------------ | ------------------ | ------------------ | ------------------ |
| 1857               | 1869               | 1880               | 1890               | 1900               | 1910               | 1921               | 1931               | 1948               | 1953               | 1961               | 1971               | 1981               | 1991               | 2001               | 2011               |
| 1.783              | 0                  | 0                  | 640                | 542                | 496                | 463                | 363                | 224                | 218                | 194                | 176                | 179                | 165                | 119                | 122                |

(1869-ben és 1880-ban lakosságát Korenicához számították.)

## Nevezetességei
A Legszentebb Istenanya Mennybevétele tiszteletére szentelt szerb pravoszláv temploma 1904-ben épült. 1943-ban az olasz megszállók által, 1947-ben pedig a kommunista terror következtében súlyos károkat szenvedett. 1992-ben a korenicai szerbek adományaiból részlegesen felújították. 1995-ben a horvát csapatok támadása után az istentiszteletek abbamaradtak a templomban. 2004-ben a község anyagi támogatásával megkezdődött a felújítása. 2004. december 26-án kilenc és fél év után tartottak újra istentiszteletet a templomban. A vreloi parókiához Radanovac, Homoljac, Rudanovac, Jezerak, Prisjeka és Rijeka falvak tartoznak.